# Годлі (Іллінойс)
Годлі (англ. Godley) — селище (англ. village) в США, в округах Ґранді і Вілл штату Іллінойс. Населення — 566 осіб (2020).

## Географія
Годлі розташоване за координатами 41°14′40″ пн. ш. 88°14′33″ зх. д. / 41.24444° пн. ш. 88.24250° зх. д. (41.244377, -88.242620).  За даними Бюро перепису населення США в 2010 році селище мало площу 2,82 км², з яких 2,82 км² — суходіл та 0,00 км² — водойми.

## Демографія
Згідно з переписом 2010 року, у селищі мешкала 601 особа в 209 домогосподарствах у складі 157 родин. Густота населення становила 213 особи/км².  Було 237 помешкань (84/км²).
Расовий склад населення:
| - 93,7 % — білих - 0,8 % — чорних або афроамериканців - 0,5 % — корінних американців - 1,8 % — осіб інших рас |

До двох чи більше рас належало 3,2 %. Частка іспаномовних становила 4,0 % від усіх жителів.
За віковим діапазоном населення розподілялося таким чином: 28,5 % — особи молодші 18 років, 64,8 % — особи у віці 18—64 років, 6,7 % — особи у віці 65 років та старші. Медіана віку мешканця становила 33,4 року. На 100 осіб жіночої статі у селищі припадало 89,0 чоловіків;  на 100 жінок у віці від 18 років та старших — 93,7 чоловіків також старших 18 років.
Середній дохід на одне домашнє господарство  становив 63 064 долари США (медіана — 55 893), а середній дохід на одну сім'ю — 67 157 доларів (медіана — 63 750). Медіана доходів становила 49 107 доларів для чоловіків та 36 912 долари для жінок. За межею бідності перебувало 10,0 % осіб, у тому числі 15,8 % дітей у віці до 18 років та 0,0 % осіб у віці 65 років та старших.
Цивільне працевлаштоване населення становило 357 осіб. Основні галузі зайнятості: освіта, охорона здоров'я та соціальна допомога — 16,5 %, науковці, спеціалісти, менеджери — 15,7 %, виробництво — 11,8 %, транспорт — 10,9 %.